# Togideu
Togideu is een bestuurslaag in het regentschap Nias Barat van de provincie Noord-Sumatra, Indonesië. Togideu telt 1094 inwoners (volkstelling 2010).